# بيلي سبنسر
بيلي سبنسر (بالإنجليزية: William Spencer)‏ (15 مايو 1904 في المملكة المتحدة - 1 يناير 1969) هو لاعب كرة قدم بريطاني (وحمل سابقاً جنسية المملكة المتحدة لبريطانيا العظمى وأيرلندا) في مركز الظهير. لعب مع ستوك سيتي ونادي كرو ألكساندرا.

## وصلات خارجية
- بيلي سبنسر على موقع قاعدة بيانات كرة القدم.إي يو (الإنجليزية)